# Borussia Verein für Leibesübungen 1900 Mönchengladbach 2018-2019
Questa voce raccoglie le informazioni riguardanti il Borussia Verein für Leibesübungen 1900 Mönchengladbach  nelle competizioni ufficiali della stagione calcistica 2018-2019.

## Stagione
Nella stagione 2018-2019 il Borussia Mönchengladbach, allenato da Dieter Hecking, concluse il campionato di Bundesliga al 5º posto. In coppa di Germania il Borussia Mönchengladbach fu eliminato al secondo turno dal Bayer Leverkusen.

## Rosa
| N. |                        | Ruolo | Calciatore         |
| -- | ---------------------- | ----- | ------------------ |
| 1  | Svizzera (bandiera)    | P     | Yann Sommer        |
| 2  | Inghilterra (bandiera) | D     | Mandela Egbo       |
| 3  | Svizzera (bandiera)    | D     | Michael Lang       |
| 5  | Germania (bandiera)    | C     | Tobias Strobl      |
| 6  | Germania (bandiera)    | C     | Christoph Kramer   |
| 7  | Germania (bandiera)    | C     | Patrick Herrmann   |
| 8  | Svizzera (bandiera)    | C     | Denis Zakaria      |
| 10 | Belgio (bandiera)      | A     | Thorgan Hazard     |
| 11 | Brasile (bandiera)     | A     | Raffael            |
| 13 | Germania (bandiera)    | A     | Lars Stindl        |
| 14 | Francia (bandiera)     | A     | Alassane Pléa      |
| 15 | Germania (bandiera)    | D     | Louis Jordan Beyer |
| 16 | Guinea (bandiera)      | C     | Ibrahima Traoré    |
| 17 | Svezia (bandiera)      | D     | Oscar Wendt        |
| 18 | Svizzera (bandiera)    | A     | Josip Drmić        |

| N. |                        | Ruolo | Calciatore       |
| -- | ---------------------- | ----- | ---------------- |
| 19 | Stati Uniti (bandiera) | C     | Fabian Johnson   |
| 20 | Paraguay (bandiera)    | A     | Julio Villalba   |
| 21 | Germania (bandiera)    | P     | Tobias Sippel    |
| 23 | Germania (bandiera)    | C     | Jonas Hofmann    |
| 24 | Germania (bandiera)    | D     | Tony Jantschke   |
| 26 | Germania (bandiera)    | C     | Torben Müsel     |
| 27 | Francia (bandiera)     | C     | Mickaël Cuisance |
| 28 | Germania (bandiera)    | D     | Matthias Ginter  |
| 29 | Francia (bandiera)     | D     | Mamadou Doucouré |
| 30 | Svizzera (bandiera)    | D     | Nico Elvedi      |
| 32 | Germania (bandiera)    | C     | Florian Neuhaus  |
| 35 | Germania (bandiera)    | P     | Moritz Nicolas   |
| 37 | Inghilterra (bandiera) | A     | Keanan Bennetts  |
| 40 | Danimarca (bandiera)   | D     | Andreas Poulsen  |
| 42 | Germania (bandiera)    | D     | Florian Mayer    |

## Organigramma societario
Area tecnica
- Allenatore: Dieter Hecking
- Allenatore in seconda: Otto Addo, Dirk Bremser, Frank Geideck
- Preparatore dei portieri: Uwe Kamps, Steffen Krebs
- Preparatori atletici: Quirin Löppert, Alexander Mouhcine, Markus Müller, Andreas Schlumberger, Hendrik Schreiber

## Risultati

### Bundesliga

#### Girone di andata
| Arbitro: | Dingert |

|                                |           |  |
| Hofmann 55’ (rig.) Johnson 58’ | Marcatori |  |

| Arbitro: | Willenborg |

|                 |           |          |
| Gregoritsch 12’ | Marcatori | 68’ Pléa |

| Arbitro: | Gräfe |

|                        |           |            |
| Ginter 3’ Herrmann 76’ | Marcatori | 90’ Embolo |

| Arbitro: | Schmidt |

|                                       |           |                            |
| Ibišević 31’, 63’ Lazaro 34’ Duda 73’ | Marcatori | 29’ (rig.) Hazard 67’ Pléa |

| Arbitro: | Jablonski |

|                                |           |           |
| Pléa 56’ Hazard 65’ Elvedi 85’ | Marcatori | 73’ Rebić |

| Arbitro: | Zwayer |

|                          |           |                    |
| Steffen 12’ Weghorst 59’ | Marcatori | 7’ Pléa 48’ Hazard |

| Arbitro: | Willenborg |

|  |           |                                  |
|  | Marcatori | 10’ Pléa 16’ Stindl 88’ Herrmann |

| Arbitro: | Storks |

|                                  |           |  |
| Hofmann 21’, 53’, 63’ Hazard 58’ | Marcatori |  |

| Arbitro: | Hartmann |

|                                              |           |                   |
| Petersen 1’ (rig.) Waldschmidt 57’ Höler 90’ | Marcatori | 20’ (rig.) Hazard |

| Arbitro: | Brych |

|                                    |           |  |
| Hazard 48’ (rig.), 82’ Hofmann 67’ | Marcatori |  |

| Arbitro: | Storks |

|           |           |                    |
| Şahin 59’ | Marcatori | 39’, 48’, 52’ Pléa |

| Arbitro: | Siebert |

|                                           |           |         |
| Hazard 7’ Lang 44’ Stindl 58’ Zakaria 77’ | Marcatori | 1’ Wood |

| Arbitro: | Schmidt |

|                |           |  |
| Werner 3’, 45’ | Marcatori |  |

| Arbitro: | Aytekin |

|                                           |           |  |
| Raffael 69’ Neuhaus 77’ Pavard 84’ (aut.) | Marcatori |  |

| Sinsheim 15 dicembre 2018, ore 15:30 CET 15ª giornata | Hoffenheim | 0 – 0 referto | Borussia M'gladbach | Wirsol Rhein-Neckar-Arena (30.150 spett.)\| Arbitro: \| Cortus \| |
| Arbitro:                                              | Cortus     |               |                     |                                                                   |

| Arbitro: | Schröder |

|                     |           |  |
| Hazard 47’ Pléa 86’ | Marcatori |  |

| Arbitro: | Zwayer |

|                     |           |            |
| Sancho 42’ Reus 54’ | Marcatori | 45’ Kramer |

#### Girone di ritorno
| Arbitro: | Siebert |

|  |           |          |
|  | Marcatori | 37’ Pléa |

| Arbitro: | Osmers |

|                        |           |  |
| Wendt 78’ Herrmann 90’ | Marcatori |  |

| Arbitro: | Fritz |

|  |           |                        |
|  | Marcatori | 85’ Kramer 90’ Neuhaus |

| Arbitro: | Petersen |

|  |           |                              |
|  | Marcatori | 30’ Kalou 56’ Duda 76’ Selke |

| Arbitro: | Aytekin |

|           |           |             |
| Costa 45’ | Marcatori | 82’ Zakaria |

| Arbitro: | Kampka |

|  |           |                               |
|  | Marcatori | 38’ Gerhardt 68’, 83’ Mehmedi |

| Arbitro: | Zwayer |

|            |           |                                                               |
| Stindl 37’ | Marcatori | 2’ Martínez 11’ Müller 47’, 90’ (rig.) Lewandowski 75’ Gnabry |

| Arbitro: | Schmidt |

|  |           |            |
|  | Marcatori | 63’ Elvedi |

| Arbitro: | Kampka |

|          |           |           |
| Pléa 16’ | Marcatori | 10’ Grifo |

| Arbitro: | Stieler |

|                             |           |             |
| Hennings 6’, 16’ Stöger 12’ | Marcatori | 83’ Zakaria |

| Arbitro: | Schlager |

|             |           |              |
| Neuhaus 49’ | Marcatori | 79’ Klaassen |

| Arbitro: | Brych |

|  |           |             |
|  | Marcatori | 53’ Raffael |

| Arbitro: | Osmers |

|          |           |                             |
| Pléa 61’ | Marcatori | 17’ (rig.), 53’ Halstenberg |

| Arbitro: | Dankert |

|           |           |  |
| Dōnīs 56’ | Marcatori |  |

| Arbitro: | Stegemann |

|                      |           |                         |
| Ginter 72’ Drmić 84’ | Marcatori | 33’ Kadeřábek 79’ Amiri |

| Arbitro: | Willenborg |

|  |           |                                                  |
|  | Marcatori | 56’ Drmić 63’ (aut.) Mühl 65’ Hazard 80’ Zakaria |

| Arbitro: | Gräfe |

|  |           |                     |
|  | Marcatori | 45’ Sancho 54’ Reus |

### Coppa di Germania
| Arbitro: | Günsch |

|           |           |                                                                                            |
| Kücük 88’ | Marcatori | 2’ (rig.), 42’, 84’ Hazard 8’, 50’, 78’ Pléa 15’, 30’, 66’ Raffael 39’ Neuhaus 56’ Hofmann |

| Arbitro: | Welz |

|  |           |                                                     |
|  | Marcatori | 5’ Brandt 45’ Jedvaj 67’, 74’ Bellarabi 80’ Volland |

## Statistiche

### Statistiche di squadra
| Competizione      | Punti | In casa | In casa | In casa | In casa | In casa | In casa | In trasferta | In trasferta | In trasferta | In trasferta | In trasferta | In trasferta | Totale | Totale | Totale | Totale | Totale | Totale | DR  |
| Competizione      | Punti | G       | V       | N       | P       | Gf      | Gs      | G            | V            | N            | P            | Gf           | Gs           | G      | V      | N      | P      | Gf     | Gs     | DR  |
| ----------------- | ----- | ------- | ------- | ------- | ------- | ------- | ------- | ------------ | ------------ | ------------ | ------------ | ------------ | ------------ | ------ | ------ | ------ | ------ | ------ | ------ | --- |
| Bundesliga        | 55    | 17      | 9       | 3       | 5       | 31      | 22      | 17           | 7            | 4            | 6            | 24           | 20           | 34     | 16     | 7      | 11     | 55     | 42     | +13 |
| Coppa di Germania | -     | 1       | 0       | 0       | 1       | 0       | 5       | 1            | 1            | 0            | 0            | 11           | 1            | 2      | 1      | 0      | 1      | 11     | 6      | +5  |
| Totale            | -     | 18      | 9       | 3       | 6       | 31      | 27      | 18           | 8            | 4            | 6            | 35           | 21           | 36     | 17     | 7      | 12     | 66     | 48     | +18 |

### Andamento in campionato
| Giornata  | 1 | 2 | 3 | 4 | 5 | 6 | 7 | 8 | 9 | 10 | 11 | 12 | 13 | 14 | 15 | 16 | 17 | 18 | 19 | 20 | 21 | 22 | 23 | 24 | 25 | 26 | 27 | 28 | 29 | 30 | 31 | 32 | 33 | 34 |
| --------- | - | - | - | - | - | - | - | - | - | -- | -- | -- | -- | -- | -- | -- | -- | -- | -- | -- | -- | -- | -- | -- | -- | -- | -- | -- | -- | -- | -- | -- | -- | -- |
| Luogo     | C | T | C | T | C | T | T | C | T | C  | T  | C  | T  | C  | T  | C  | T  | T  | C  | T  | C  | T  | C  | C  | T  | C  | T  | C  | T  | C  | T  | C  | T  | C  |
| Risultato | V | N | V | P | V | N | V | V | P | V  | V  | V  | P  | V  | N  | V  | P  | V  | V  | V  | P  | N  | P  | P  | V  | N  | P  | N  | V  | P  | P  | N  | V  | P  |
| Posizione | 3 | 5 | 4 | 6 | 4 | 4 | 3 | 2 | 3 | 2  | 2  | 2  | 2  | 2  | 2  | 2  | 3  | 3  | 3  | 2  | 3  | 3  | 3  | 4  | 4  | 4  | 5  | 5  | 5  | 5  | 5  | 6  | 4  | 5  |

Legenda:

Luogo: C = Casa; T = Trasferta. Risultato: V = Vittoria; N = Pareggio; P = Sconfitta.

### Statistiche dei giocatori
| Giocatore    | Bundesliga | Bundesliga | Bundesliga  | Bundesliga | Coppa di Germania | Coppa di Germania | Coppa di Germania | Coppa di Germania | Totale   | Totale | Totale      | Totale     |
| Giocatore    | Presenze   | Reti       | Ammonizioni | Espulsioni | Presenze          | Reti              | Ammonizioni       | Espulsioni        | Presenze | Reti   | Ammonizioni | Espulsioni |
| ------------ | ---------- | ---------- | ----------- | ---------- | ----------------- | ----------------- | ----------------- | ----------------- | -------- | ------ | ----------- | ---------- |
| M. Nicolas   | -          | -          | -           | -          | -                 | -                 | -                 | -                 | -        | -      | -           | -          |
| T. Sippel    | -          | -          | -           | -          | 1                 | 0                 | 0                 | 0                 | 1        | 0      | 0           | 0          |
| Y. Sommer    | 34         | 0          | 1           | 0          | 1                 | 0                 | 0                 | 0                 | 35       | 0      | 1           | 0          |
| J. Beyer     | 9          | 0          | 1           | 0          | 1                 | 0                 | 0                 | 0                 | 10       | 0      | 1           | 0          |
| M. Doucouré  | -          | -          | -           | -          | -                 | -                 | -                 | -                 | -        | -      | -           | -          |
| M. Egbo      | -          | -          | -           | -          | -                 | -                 | -                 | -                 | -        | -      | -           | -          |
| N. Elvedi    | 30         | 2          | 1           | 0          | 1                 | 0                 | 0                 | 0                 | 31       | 2      | 1           | 0          |
| M. Ginter    | 27         | 2          | 2           | 0          | 2                 | 0                 | 0                 | 0                 | 29       | 2      | 2           | 0          |
| T. Jantschke | 14         | 0          | 0           | 0          | 1                 | 0                 | 0                 | 0                 | 15       | 0      | 0           | 0          |
| M. Lang      | 17         | 1          | 0           | 0          | 1                 | 0                 | 0                 | 0                 | 18       | 1      | 0           | 0          |
| F. Mayer     | -          | -          | -           | -          | -                 | -                 | -                 | -                 | -        | -      | -           | -          |
| A. Poulsen   | -          | -          | -           | -          | 1                 | 0                 | 0                 | 0                 | 1        | 0      | 0           | 0          |
| O. Wendt     | 32         | 1          | 2           | 0          | 2                 | 0                 | 0                 | 0                 | 34       | 1      | 2           | 0          |
| M. Cuisance  | 11         | 0          | 3           | 0          | 2                 | 0                 | 0                 | 0                 | 13       | 0      | 3           | 0          |
| P. Herrmann  | 24         | 3          | 1           | 0          | 2                 | 0                 | 1                 | 0                 | 26       | 3      | 2           | 0          |
| J. Hofmann   | 27         | 5          | 2           | 0          | 2                 | 1                 | 0                 | 0                 | 29       | 6      | 2           | 0          |
| F. Johnson   | 18         | 1          | 1           | 0          | -                 | -                 | -                 | -                 | 18       | 1      | 1           | 0          |
| C. Kramer    | 18         | 2          | 6           | 0          | 1                 | 0                 | 0                 | 0                 | 19       | 2      | 6           | 0          |
| T. Müsel     | -          | -          | -           | -          | -                 | -                 | -                 | -                 | -        | -      | -           | -          |
| F. Neuhaus   | 32         | 3          | 5           | 0          | 2                 | 1                 | 0                 | 0                 | 34       | 4      | 5           | 0          |
| T. Strobl    | 29         | 0          | 4           | 0          | 1                 | 0                 | 0                 | 0                 | 30       | 0      | 4           | 0          |
| I. Traoré    | 16         | 0          | 1           | 0          | 1                 | 0                 | 0                 | 0                 | 17       | 0      | 1           | 0          |
| D. Zakaria   | 31         | 4          | 7           | 0          | 1                 | 0                 | 0                 | 0                 | 32       | 4      | 7           | 0          |
| K. Bennetts  | -          | -          | -           | -          | -                 | -                 | -                 | -                 | -        | -      | -           | -          |
| J. Drmić     | 5          | 2          | 0           | 0          | -                 | -                 | -                 | -                 | 5        | 2      | 0           | 0          |
| T. Hazard    | 33         | 10         | 1           | 0          | 2                 | 3                 | 0                 | 0                 | 35       | 13     | 1           | 0          |
| A. Pléa      | 34         | 12         | 2           | 0          | 1                 | 3                 | 0                 | 0                 | 35       | 15     | 2           | 0          |
| Raffael      | 13         | 2          | 0           | 0          | 1                 | 3                 | 0                 | 0                 | 14       | 5      | 0           | 0          |
| L. Stindl    | 21         | 3          | 3           | 0          | 1                 | 0                 | 0                 | 0                 | 22       | 3      | 3           | 0          |
| J. Villalba  | -          | -          | -           | -          | -                 | -                 | -                 | -                 | -        | -      | -           | -          |
| L. Bénes     | 1          | 0          | 0           | 0          | -                 | -                 | -                 | -                 | 1        | 0      | 0           | 0          |